# Gerda Raidt
Gerda Raidt (* 2. März 1975 in Berlin) ist eine deutsche Illustratorin und Autorin.

## Leben
Gerda Raidt studierte zunächst freie Grafik an der Burg Giebichenstein Kunsthochschule Halle und später in der Illustrationsklasse von Volker Pfüller an der Hochschule für Grafik und Buchkunst Leipzig. Ein Meisterschülerstudium bei Pfüller schloss sich an. Für ihre Diplomarbeit Matrosentango erhielt sie 2002 beim Wettbewerb Die schönsten deutschen Bücher eine lobende Anerkennung der Stiftung Buchkunst.
Seit 2004 arbeitet sie als freie Illustratorin, Grafikerin und Autorin.
Raidt lebt mit ihrer Familie in Leipzig.

## Werke (Auswahl)
- Gerda Raidt: Müll – Alles über die lästigste Sache der Welt. Beltz & Gelberg, Weinheim 2019, ISBN 978-3-407-81215-5.
- Gerda Raidt: Meine ganze Familie – Was den Urmenschen und mich verbindet. Beltz & Gelberg, Weinheim 2018, ISBN 978-3-407-82343-4.
- Adalbert Stifter: Bergkristall. Suhrkamp/Insel, Berlin 2017, ISBN 978-3-458-20025-3.
- Johanna Hohnhold: Sadako – Ein Wunsch aus tausend Kranichen. Aladin, Hamburg 2017, ISBN 978-3-8489-2099-0.
- Davide Morosinotto: Die Mississippibande. Thienemann, Stuttgart 2017, ISBN 978-3-522-18455-7.
- Nina Blazon: Fayra Das Herz der Phönixtochter. cbt, München 2017, ISBN 978-3-570-16493-8.
- Enid Blyton: Fünf Freunde meistern jede Gefahr 22. cbj, München 2017, ISBN 978-3-570-17217-9.
- Enid Blyton: Fünf Freunde machen eine Entdeckung 21. cbj, München 2017, ISBN 978-3-570-17216-2.
- Enid Blyton: Fünf Freunde und der Zauberer Wu 20. cbj, München 2016, ISBN 978-3-570-17215-5.
- Enid Blyton: Fünf Freunde und die wilde Jo 19. cbj, München 2016, ISBN 978-3-570-17214-8.
- Enid Blyton: Fünf Freunde und das Burgverlies 18. cbj, München 2016, ISBN 978-3-570-17213-1.
- Enid Blyton: Fünf Freunde im Nebel 17. cbj, München 2016, ISBN 978-3-570-17212-4.
- Enid Blyton: Fünf Freunde auf dem Leuchtturm 16. cbj, München 2016, ISBN 978-3-570-17211-7.
- Enid Blyton: Fünf Freunde wittern ein Geheimnis 15. cbj, München 2016, ISBN 978-3-570-17210-0.
- Enid Blyton: Fünf Freunde verfolgen die Strandräuber 14. cbj, München 2016, ISBN 978-3-570-17209-4.
- Enid Blyton: Fünf Freunde jagen die Entführer 13. cbj, München 2016, ISBN 978-3-570-17208-7.
- Enid Blyton: Fünf Freunde im alten Turm 12. cbj, München 2016, ISBN 978-3-570-17207-0.
- Enid Blyton: Fünf Freunde als Retter in der Not 11. cbj, München 2016, ISBN 978-3-570-17169-1.
- Enid Blyton: Fünf Freunde auf großer Fahrt 10. cbj, München 2015, ISBN 978-3-570-17168-4.
- Enid Blyton: Fünf Freunde helfen ihren Kameraden 9. cbj, München 2015, ISBN 978-3-570-17167-7.
- Enid Blyton: Fünf Freunde geraten in Schwierigkeiten 8. cbj, München 2015, ISBN 978-3-570-17166-0.
- Enid Blyton: Fünf Freunde im Zeltlager 7. cbj, München 2015, ISBN 978-3-570-17165-3.
- Enid Blyton: Fünf Freunde auf der Felseninsel 6. cbj, München 2015, ISBN 978-3-570-17164-6.
- Enid Blyton: Fünf Freunde beim Wanderzirkus 5. cbj, München 2015, ISBN 978-3-570-17136-3.
- Enid Blyton: Fünf Freunde auf Schmugglerjagd 4. cbj, München 2015, ISBN 978-3-570-17112-7.
- Enid Blyton: Fünf Freunde auf geheimnisvollen Spuren 3. cbj, München 2015, ISBN 978-3-570-17111-0.
- Enid Blyton: Fünf Freunde auf neuen Abenteuern 2. cbj, München 2015, ISBN 978-3-570-17110-3.
- Enid Blyton: Fünf Freunde erforschen die Schatzinsel 1. cbj, München 2015, ISBN 978-3-570-17109-7.
- Frank M. Reifenberg / Gina Mayer: Die Schattenbande hebt ab 5. arsEdition, München 2015, ISBN 978-3-8458-1083-6
- Frank M. Reifenberg / Gina Mayer: Die Schattenbande und die große Verschwörung 4. arsEdition, München 2015, ISBN 978-3-8458-0604-4
- Frank M. Reifenberg / Gina Mayer: Die Schattenbande in Gefahr 3. arsEdition, München 2014, ISBN 978-3-8458-0495-8
- Frank M. Reifenberg / Gina Mayer: Die Schattenbande jagd den Entführer 2. arsEdition, München 2014, ISBN 978-3-8415-0436-4.
- Frank M. Reifenberg / Gina Mayer: Die Schattenbande legt los 1. arsEdition, München 2014, ISBN 978-3-8415-0435-7.
- Henry Winterfeld: Caius – Der Lausbub aus dem alten Rom. cbj, München 2014, ISBN 978-3-570-22475-5.
- Ulrike Schrimpf: Twin Cities: Zwei wie Tag und Nacht. Aladin Verlag, Hamburg 2014, ISBN 978-3-8489-2012-9.
- Gebrüder Grimm: Die sechs Schwäne. NordSüd, Zürich 2014, ISBN 978-3-314-10188-5.
- Katharina Reschke: Morlot – Detektive schlafen nie. Boje, Köln 2014, ISBN 978-3-414-82401-1.
- mit Christa Holtei: In die neue Welt. Eine Familiengeschichte in zwei Jahrhunderten. Beltz & Gelberg, Weinheim 2013, ISBN 978-3-407-75367-0.
- Peer Meter: Böse Geister. Reprodukt, Berlin 2013, ISBN 978-3-943143-42-3.
- Simon Mason: Mondpicknick. Carlsen, Hamburg 2013, ISBN 978-3-551-58282-9.
- Gebrüder Grimm: Rotkäppchen. Carlsen/Pixi, Hamburg 2013, ISBN 978-3-551-05046-5.
- Angelika Glitz: Emmi und das Jahr, in dem Weihnachten an Ostern begann. Fischer Schatzinsel, Frankfurt am Main 2012, ISBN 978-3-596-85506-3.
- Andrea Hensgen: Als Fedka fast im Gefängnis gelandet wäre. Gecko, München 2012, ISBN 3-940675-26-1.
- Esther Kinsky: Der Käptn und die Mimi Kätt. Verlagshaus Jacoby & Stuart, Berlin 2012, ISBN 978-3-941787-85-8.
- mit Christa Holtei: Die Straße. Beltz & Gelberg, Weinheim 2011, ISBN 978-3-407-79444-4.
- Peter van Gestel: Felix Wonder. Beltz & Gelberg, Weinheim 2010, ISBN 978-3-407-79976-0.
- Hanna Schott: Mia von nebenan. Klett Kinderbuch, Leipzig 2010, ISBN 978-3-941411-32-6.
- Nava Semel: Liebe für Anfänger. Verlagshaus Jacoby & Stuart, Berlin 2010, ISBN 978-3-941087-82-8.
- Mariella Marras: Il mondo con gli occhiali. edizioni condaghes, Cagliari 2009, ISBN 978-88-7356-143-9.
- Louise Fitzhugh: Harriet – Spionage aller Art. Fischer, Frankfurt am Main 2009, ISBN 978-3-596-85368-7.
- Pierre Gripari: La paire de chaussures. Les Belles Histoires/Bayard, Paris 2009, N° 438.
- Christoph Schmitz: Drachentod und Zauberflöte. Klett Kinderbuch, Leipzig 2009, ISBN 978-3-941411-09-8.
- Hanna Schott: Fritzi war dabei. Klett Kinderbuch, Leipzig 2009, ISBN 978-3-941411-15-9.
- Renate Raecke, Monika Blume (Hrsg.): Schnick Schnack Schabernack. Gerstenberg Verlag, Hildesheim 2008, ISBN 978-3-8369-5198-2.
- Hans Christian Andersen: Der Tannenbaum. Sauerländer, Düsseldorf 2007, ISBN 978-3-7941-5162-2.
- Jan De Leeuw: Das Schweigen der Eulen. Gerstenberg, Hildesheim 2006, ISBN 978-3-8067-5107-9.
- Irmgard Keun: Das kunstseidene Mädchen. Ed. Büchergilde, Frankfurt 2005, ISBN 3-936428-62-X.
- Schlagerbox. Connewitzer Verl.-Buchh., Leipzig 2005, ISBN 3-937799-11-7.
- Ralph Benatzky: Ein Wiener Walzer. Connewitzer Verl.-Buchh., Leipzig 2004, ISBN 3-937799-05-2.
- Matrosentango. Connewitzer Verl.-Buchh., Leipzig 2003, ISBN 3-928833-82-0. (Zugl.: Leipzig, Hochsch. für Grafik und Buchkunst, Diplomarbeit, 2002)

## Preise und Auszeichnungen
- Matrosentango: Lobende Anerkennung beim Wettbewerb "Die schönsten deutschen Bücher" der Stiftung Buchkunst 2002.
- Das kunstseidene Mädchen: Prämierung beim Wettbewerb "Die schönsten deutschen Bücher" der Stiftung Buchkunst 2006 in Gruppe 1 – Allgemeine Literatur.
- Fritzi war dabei: Deutscher Animationsdrehbuchpreis des 19. Internationalen Trickfilm-Festivals Stuttgart (Drehbuch: Beate Völcker) 2012.
- Fritzi war dabei: Penzberger Urmel 2013